# Anna Hejka
Anna Hejka (ur. 3 listopada 1958, zm. 9 września 2018) – polski przedsiębiorca, bankier inwestycyjny i mentorka startupów; ekspertka bankowości inwestycyjnej i komercyjnej. Założycielka i prezes Heyka Capital Markets Group, pierwszego banku inwestycyjnego w Europie Centralnej.

## Życiorys
Absolwentka Uniwersytetu Gdańskiego (1981) oraz MBA IESE Business School (1982–1984). Była ekspertką bankowości komercyjnej i inwestycyjnej (private equity i venture capital) oraz jurorką telewizyjnego show Dragons’ Den – jak zostać milionerem. Pracowała jako dyrektor ds. bankowości korporacyjnej w JPMorgan Chase i jako bankier inwestycyjna w Salomon Brothers.
W kwietniu 2018 stanęła na czele Rady Doradczej spółki DasCoin w Londynie, twórcy cyfrowej waluty opartej na technologii blockchain, gdzie wykorzystywała swoje doświadczenie, jako założycielka ponad 20 firm, partner zarządzający sześcioma funduszami private equity i venture capital, oraz anioł biznesu. Była pierwszą kobietą w Zarządzie Dyrektorów DasCoin i jednocześnie jej przewodniczącą. Spółka okazała się być jednak piramidą finansową. Wykładała i przemawiała na konferencjach i doradzała licznym firmom i instytucjom na świecie.
Została opisana jako jedna z 20 bohaterek w książce „Biznesowe inspiracje Polek na świecie” Urszuli Ciołeszyńskiej i Kingi Langley.
Zmarła 9 września 2018 po krótkiej chorobie. Przyczyną śmierci był rak płuc o wyjątkowo ostrym przebiegu.

## Nagrody i wyróżnienia
Anna Hejka była honorowana wieloma nagrodami: m.in. tytuły Globalnego Lidera Jutra Światowego Forum Ekonomicznego (2009) i Anioła Biznesu Roku Europejskiej Sieci Aniołów Biznesu.